# 건담 빌드 파이터즈 트라이
《건담 빌드 파이터즈 트라이》(일본어: ガンダムビルドファイターズトライ)는 선라이즈의 건담 프랜차이즈를 기반으로 한 일본의 로봇 애니메이션이다. 2013년에 방영된 《건담 빌드 파이터즈》의 후속작이다. 2014년 10월 8일부터 2015년 4월 1일까지 TV 도쿄 계열에서 방영되었다.

## 한국판 목소리 출연
- 김선혜: 카이
- 윤미나: 미나
- 심규혁: 유마
- 김하영: 미래, 시아
- 윤세웅: 미야가
- 정재헌: 미스터 랄, 시드, 주노
- 신용우: 내레이션, 사가, 사빈
- 안영미: 새미, 담임, 사라, 얀스, 토드
- 박리나: 에리, 케이, 마루
- 서원석: 이안
- 류승곤: 모토
- 이지현: 요미
- 남도형: 시몬, 하루
- 김영선: 건담 마이스터, 슬렛
- 최승훈: 고로, 앨런, 월프리드
- 신경선: 타쿠
- 장민혁: 켄, 카리마, 아이바
- 소연: 토시, 레이디
- 이재현: 치나